# Lovisedal

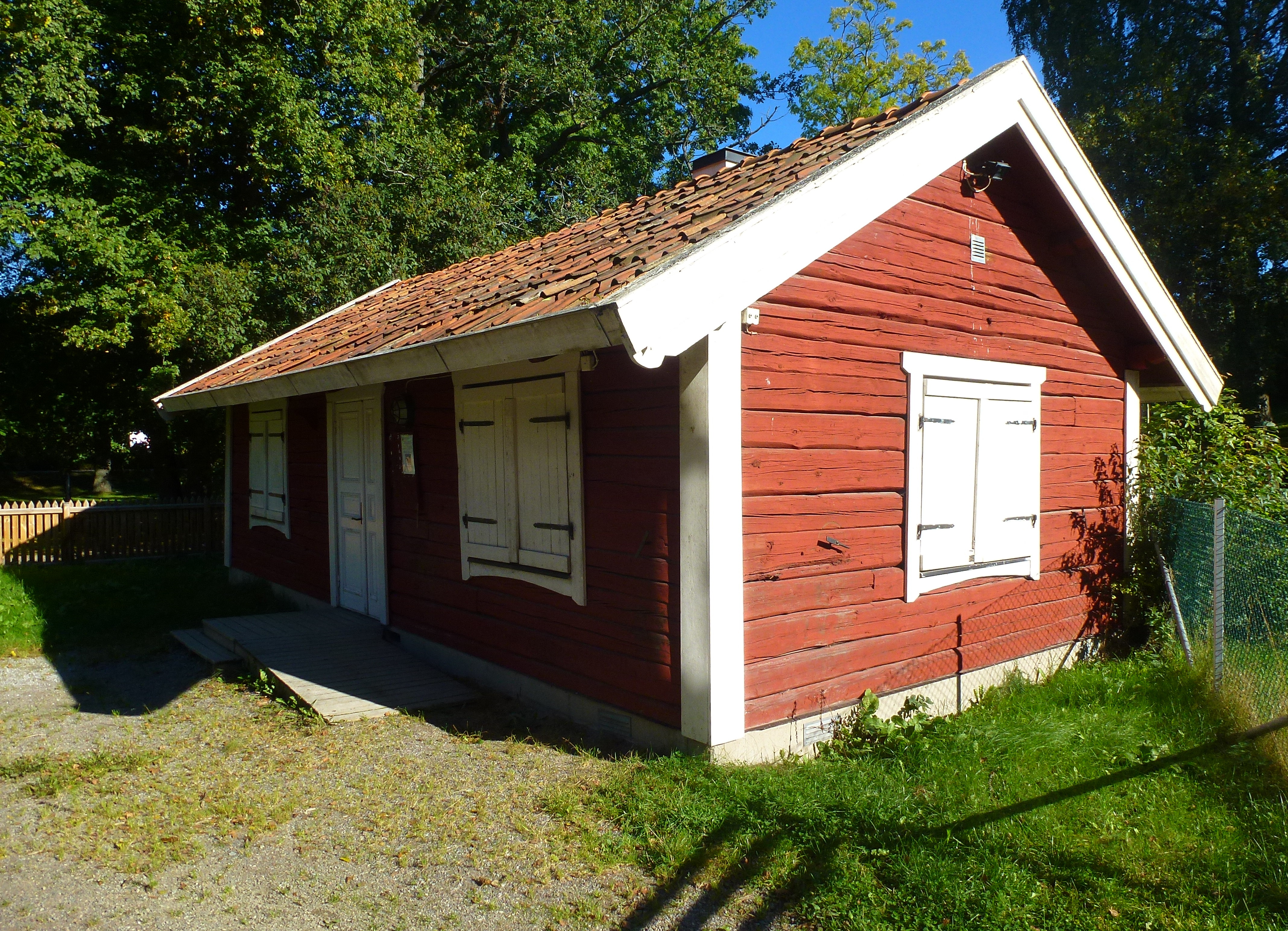
Lovisedalstorpet, Ältas äldsta byggnad.

Lovisedal är ett bostadsområde i kommundelen Älta i Nacka kommun. Området har sitt namn efter Lovisedalstorpet som på 1990-talet flyttades till Älta gård. Torpet härrör från senare delen av 1700-talet och är Ältas äldsta bevarade byggnad.

## Historik

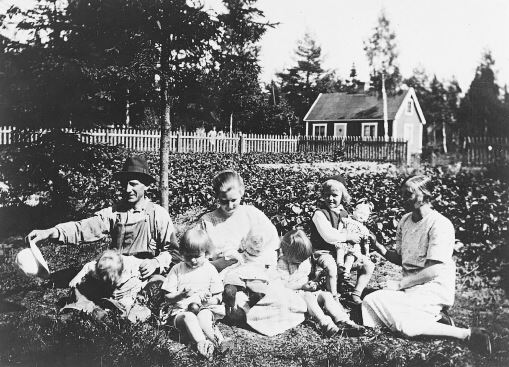
Familjen Nordström 1920 vid dåvarande Sågarvägen - idag Lovisedalsvägen 3.

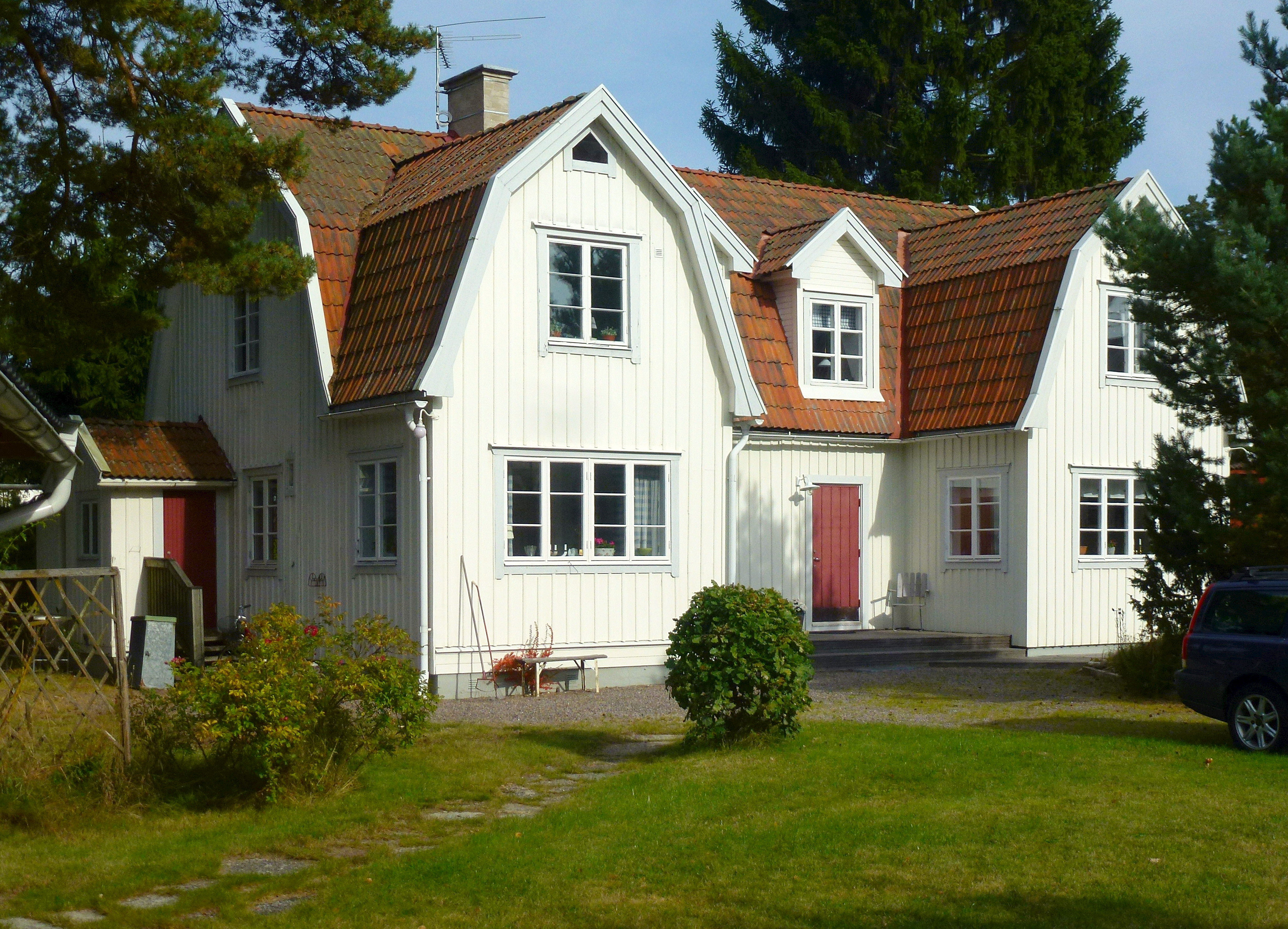
Äldre villa vid Lovisedalsvägen.

Torpet Lovisedal låg strax söder om Strålsjön, i hörnet av dagens Erstaviksvägen/Källmossvägen. Det är även här som bostadsområdet Lovisedal uppstod. Lovisedal var statartorp under Älta gård som i sin tur lydde en tid under Erstavikgodset. Ägaren till Erstavik, Abraham Pedersén, döpte Lovisedalstorpet och Evalundstorpet efter sin hustrus förnamn Eva Lovisa.
När utbyggnaden av Älta började, blev torpet privatbostad. Den siste private ägaren hette Einar Pettersson. Han skänkte torpet 1991 till Lions Club och Älta Hembygdsförening. År 1995 nyinvigdes Lovisedalstorpet som en flygelbyggnad till Älta gård och nyttjas idag av Föreningsrådet i Älta.

## Vägar
Erstaviksvägen är huvudgatan i Lovisedal som sträcker sig från Ältavägen och ända fram till Erstavik. Gatunamn i Lovisedal som Vitmossvägen,  Källmossvägen, Strålsjövägen och Åsvägen påminner om den närbelägna Älta mosse, Strålsjön och Stockholmsåsen. Andra, numera försvunna torp, som Bastutorpet och Evalundstorpet gav upphov till ytterligare gatunamn. Wittes väg har sitt namn efter Franz Witte som år 1880 förvärvade Älta gård och senare började stycka egendomen i villa- och fritidshustomter.